# Kapai
Kapai (Bayan ng Kapai) är en kommun i Filippinerna. Kommunen ligger på ön Mindanao, och tillhör provinsen Lanao del Sur. Folkmängden uppgår till 17 761 invånare.

## Barangayer
Kapai är indelat i 20 barangayer.
| - Cormatan - Dimagaling (Dimagalin Proper) - Dimunda - Doronan - Poblacion (Kapai Proper) - Malna Proper - Pagalongan - Parao - Kasayanan - Kasayanan West | - Dilabayan - Dilimbayan - Kibolos - Kining - Pindolonan - Babayog - Gadongan - Lidasan - Macadar - Pantaon |